# 세종청사관리소

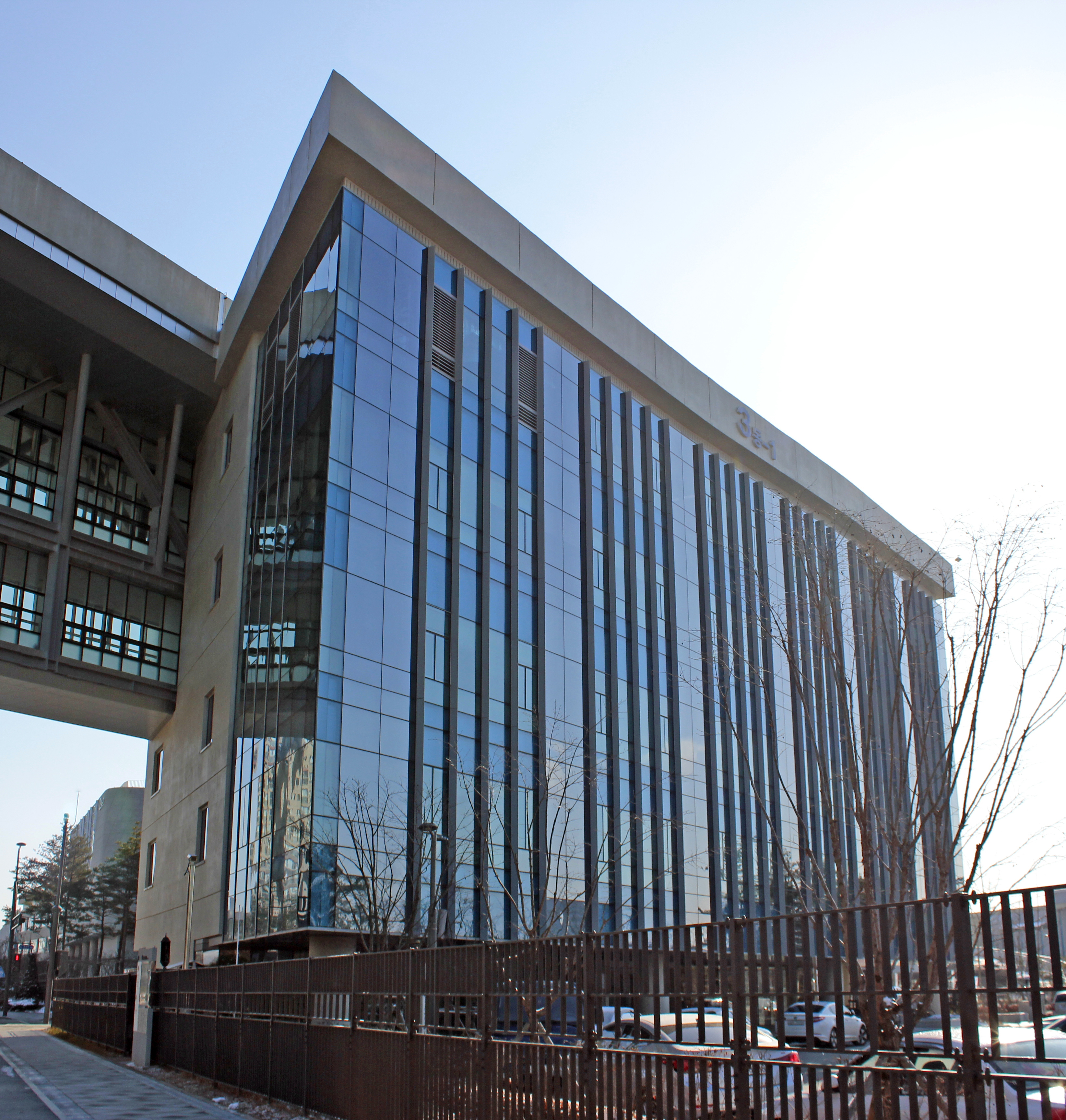
세종청사관리소

세종청사관리소(政府世宗廳舍管理所)는 정부세종청사에 각 기관에 배정하고 청사를 유지관리하는 업무를 수행하기 위하여 설립된 대한민국 행정자치부 정부청사관리소 소속기관으로, 세종청사관리소장은 고위공무원 나급(2급 ~ 3급 상당)의 일반직공무원으로 보한다. 세종특별자치시 어진동에 위치하고 있다. 2015년 11월, 정부청사관리소로 흡수·통합이 확정되었다.

## 연혁
- 2013년 1월 1일 : 세종청사관리소 신설
- 2015년 11월 1일 : 세종청사관리소 폐지

## 주요 업무
- 정부세종청사의 방호·방화관리
- 정부세종청사의 당직근무명령 및 당직업무의 운영
- 정부세종청사의 환경미화·정원관리 및 관리용역업체의 지도·지원(기술지도·지원은 제외한다)
- 정부세종청사 공무원 통근차량의 운영
- 정부세종청사의 시설물 및 설비 등의 보수·유지
- 정부세종청사 관리용역업체의 기술지도·지원
- 정부세종청사의 에너지절약 및 행정통신망 관리
- 정부세종청사 시설물의 안전점검 및 변경협의에 관한 사항

## 조직
세종청사관리소장
- 관리과
- 시설과

## 같이 보기
- 정부세종청사경비대